# Provincia di Béjaïa
La provincia di Béjaïa o Bugia (trascritto anche Bejdaia e in altri modi; in berbero Vgaiet) è una delle 58 province dell'Algeria; prende il nome dal suo capoluogo Béjaïa. La wilaya si estende per una superficie di 3.329 km², con una popolazione di poco inferiore al milione di abitanti. Il suo territorio è interamente compreso nella regione storica della Cabilia, in cui tuttora si parla cabilo (regione che però attualmente non ha alcun riconoscimento amministrativo). Confina a ovest con le wilaya di Tizi-Ouzou e di Bouira, a sud con quelle di Bouira, Bordj Bou Arreridj e Msila, ad est con le wilaya di Sétif e Jijel, a nord con il mar Mediterraneo.

## Popolazione
La provincia conta 912.577 abitanti, di cui 465.612 di genere maschile e 446.965 di genere femminile, con un tasso di crescita dal 1998 al 2008 dello 0.6%.

## Dati statistici dellawilayadi Bejaia
- Numero di comuni: 52
- Numero di daira (distretti): 19
- Popolazione totale: 912.577
  - Popolazione attiva: 216.000 circa (24 %)
  - Occupati: tra 130.000 e 140.000 (60 % - 65 %)
  - Tasso di disoccupazione stimato: 35% (censimento 1998)
- Tasso di urbanizzazione: 53%
- Tasso di analfabetismo: 31,8 %
  - donne: 43,8 %
  - uomini: 20 %

## Geografia antropica

### Suddivisioni amministrative

1. Distretto di Adekar•
2. Distretto di Akbou•
3. Distretto di Amizour•
4. Distretto di Aokas•
5. Distretto di Barbacha•
6. Distretto di Béjaïa•
7. Distretto di Beni Maouche•
8. Distretto di Chemini•
9. Distretto di Darguina•
10. Distretto di El Kseur•
11. Distretto di Ighil Ali•
12. Distretto di Kherrata•
13. Distretto di Ifri-Ouzellaguen•
14. Distretto di Seddouk•
15. Distretto di Sidi-Aïch•
16. Distretto di Souk El Ténine•
17. Distretto di Tazmalt•
18. Distretto di Tichy•
19. Distretto di Timezrit.

Nella tabella sono riportati i comuni della Provincia, suddivisi per distretto di appartenenza.
| Distretto        | Comune                                              |
| ---------------- | --------------------------------------------------- |
| Adekar           | Adekar · Taourirt Ighil · Beni Ksila                |
| Akbou            | Akbou · Chellata · Ighram · Tamokra                 |
| Amizour          | Amizour · Beni Djellil · Semaoun · Feraoun          |
| Aokas            | Aokas · Tizi N'Berber                               |
| Barbacha         | Barbacha · Kendira                                  |
| Béjaïa           | Béjaïa · Oued Ghir                                  |
| Beni Maouche     | Beni Maouche                                        |
| Chemini          | Chemini · Tibane · Souk-Oufella · Akfadou           |
| Darguina         | Darguina · Aït-Smail · Taskriout                    |
| El Kseur         | El Kseur · Fenaïa Ilmaten · Toudja                  |
| Ighil Ali        | Ighil Ali · Aït-R'zine                              |
| Kherrata         | Kherrata · Draâ El-Kaïd                             |
| Ifri-Ouzellaguen | Ouzellaguen                                         |
| Seddouk          | Amalou · M'cisna · Bouhamza · Seddouk               |
| Sidi Aïch        | Sidi-Aïch · Leflaye · Tinabdher · Tifra · Sidi Ayad |
| Souk El Tenine   | Melbou · Souk El Ténine · Tamridjet                 |
| Tazmalt          | Tazmalt · Beni Mellikeche · Boudjellil              |
| Tichy            | Boukhelifa · Tichy · Tala Hamza                     |
| Timezrit         | Timezrit                                            |